# 성남신기초등학교
성남신기초등학교(城南新基初等學校)는 대한민국 경기도 성남시 분당구에 있는 공립 초등학교이다.

## 학교 연혁
- 1957년 10월 21일 신기국민학교 독립인가
- 1958년 4월 3일 개교(6학급)
- 1958년 6월 10일 초대 박근룡 교장 취임
- 1959년 3월 13일 제1회 졸업장 수여식
- 1993년 12월 22일 정자동 신축학교로 이전
- 1996년 3월 1일 성남신기초등학교로 개명
- 2014년 9월 1일 제19대 양택수 교장 부임

## 참고 자료
- 성남신기초등학교 - 한국교육학술정보원 학교알리미